# 蒂姆·扬 (赛艇运动员)
蒂姆·扬（英語：Tim Young，1969年4月9日—），生于新泽西州，美国男子赛艇运动员。他曾代表美国参加1996年夏季奥林匹克运动会赛艇比赛，获得男子四人双桨银牌。